# Gagou (peuple)
Pour les articles homonymes, voir Gagou.
Les Gagou constituent un peuple du grand groupe mandé d'Afrique de l'Ouest établi en Côte d'Ivoire. Le nom Gagou dérive de « ka-gô » ou « kagou » qui veut dire « Allez-vous en ». Ils habitent le département d'Oumé qui regroupe les sous-préfectures de Diégonéfla 
, de Tonla et Guépahouo au centre-ouest du pays, près de la capitale politique et administrative, Yamoussoukro.

## Ethnonymie
Selon les sources et le contexte, on observe de multiples variantes : Gagon, Gagous, Gagu, Gagus, G'ban, Gban, Kagou.

## Langues
Leur langue est le gagou (ou gban), une langue mandée, dont le nombre de locuteurs était estimé à 36 000 en 1993. Ils emploient également le français, le bété, le gouro, le dida ou le dioula.